# Crufts

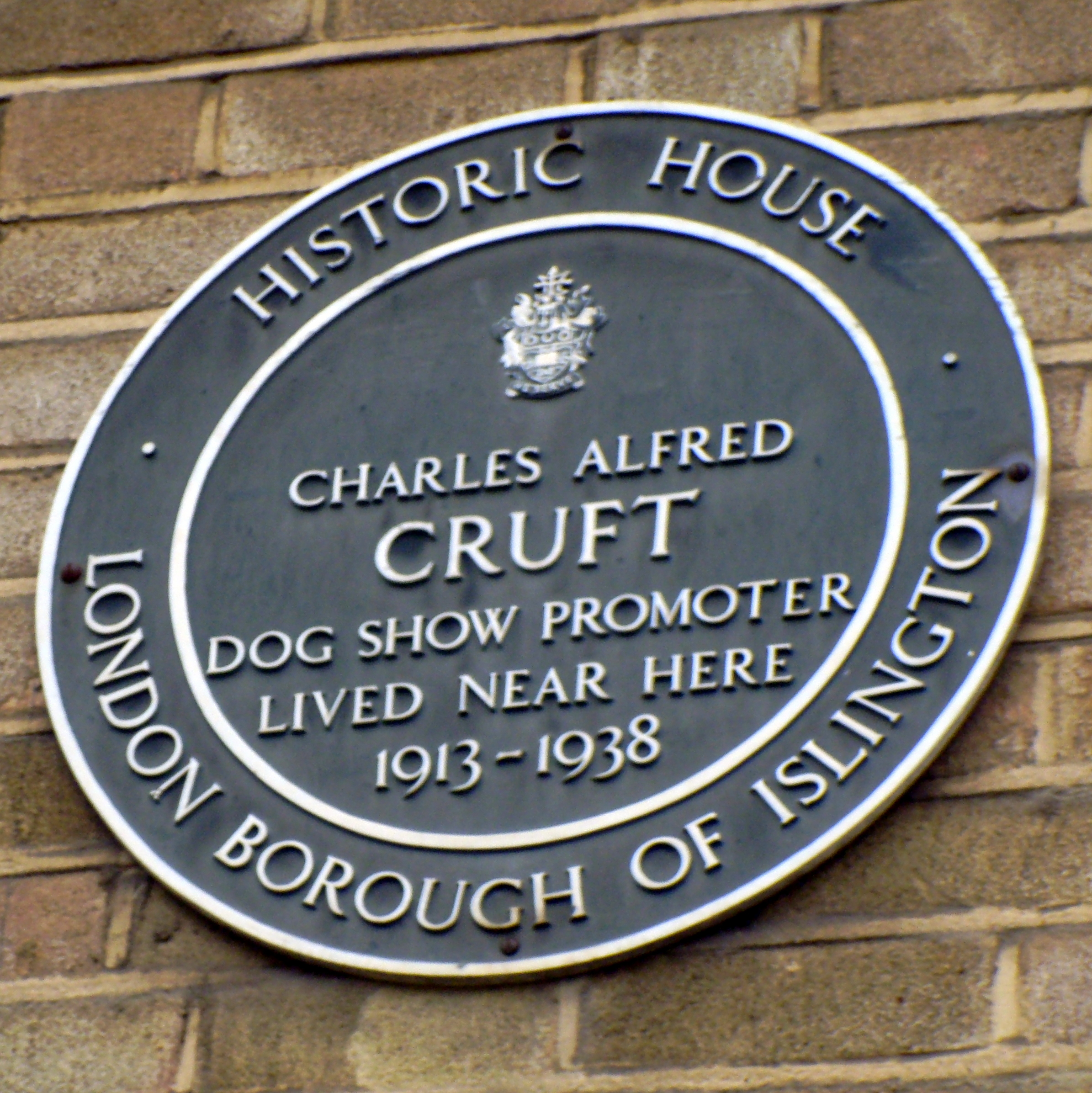
Targa commemorativa del fondatore Charles Cruft

Il Crufts è una mostra canina internazionale che si tiene ogni anno nel Regno Unito, la mostra si è tenutasi per la prima volta nel 1891. 
Viene organizzata e ospitata dal The Kennel Club inglese, essa è la più grande mostra del suo genere al mondo.
Il Crufts è incentrato su uno spettacolo di mostra cinofila che comprende una grande fiera di beni e servizi principalmente legati ai cani, nonché Sport cinofili come
l'agilità del cane, obbedienza, flyball e heelwork alla musica. 

Si svolge nell'arco di quattro giorni (da giovedì a domenica) all'inizio di marzo presso il National Exhibition Centre (NEC) di Solihull, in Inghilterra.
Il Crufts consiste in diverse competizioni che si svolgono contemporaneamente. La competizione principale è per il premio Best in Show, che premia il miglior cane dell'anno, questo premio è molto conteso dai cani e dai loro proprietari in tutto il mondo.
Il Kennel Club è stato criticato nel programma della BBC Pedigree Dogs Exposed per aver consentito standard di razza, standard di giudizio e pratiche di allevamento che si dice compromettano la salute dei cani di razza. 
Il programma ha portato vari sponsor a ritirarsi. 
La BBC ha ritirato il Crufts 2009 dalla loro copertura mediatica per non aver voluto accettare i termini con il Kennel Club; dal 2010 è Channel 4 che trasmette l'evento.
Nel 2025 un cane italiano vince la mostra "Crufts" di Birmingham: a trionfare come 'Best in Show' è stata Miuccia, un whippet di quattro anni.